# کاترین بیگلو
کاترین آن بیگلو (به انگلیسی: Kathryn Ann Bigelow) (زاده: ۲۷ نوامبر ۱۹۵۱) کارگردان آمریکایی است. از معروف‌ترین فیلم‌های او می‌توان به فیلم مهلکه اشاره کرد که در مراسم جوایز اسکار سال ۲۰۱۰، ۶ جایزه را از آن خود کرد. وی همسر پیشین جیمز کامرون، کارگردان سرشناس هالیوود بوده‌است.
بیگلو در هشتاد و دومین دورهٔ جوایز اسکار جایزهٔ بهترین کارگردان سال را برای فیلم مهلکه از آن خود کرد. او نخستین زنی است که در تاریخ آکادمی برندهٔ «اسکار بهترین کارگردانی» شده‌است. مهلکه با به دست آوردن ۶ جایزه از جمله «جایزهٔ اسکار بهترین فیلم» موفق‌ترین فیلم هشتاد و دومین مراسم اعطای جوایز اسکار بود.

## فیلم‌شناسی
- بی‌عشق (۱۹۸۲)
- تاریکی نزدیک (۱۹۸۷)
- فولاد آبی (۱۹۸۹)
- نقطه شکست (۱۹۹۱)
- روزهای عجیب و غریب (۱۹۹۵)
- وزن آب (۲۰۰۰)
- کی-۱۹: ویدومیکر (۲۰۰۲)
- مهلکه (۲۰۰۸)
- سی دقیقه پس از نیمه‌شب (۲۰۱۲)
- دیترویت (۲۰۱۷)